# 深河 (印第安納州)
深河（英語：Deep River）是位於美國印地安納州萊克縣的一個非建制地區。該地的面積和人口皆未知。